# Salvidenus
M. Salvidenus – rzymski namiestnik Judei ok. 80 roku. Data jego namiestnictwa jest potwierdzona przez palestyńską monetę Tytusa (Madden, „Coins of the Jews”, p. 218).